# مسابقات جهانی ژیمناستیک هنری ۱۹۱۳
مسابقات جهانی ژیمناستیک هنری ۱۹۱۳ ششمین دوره مسابقات جهانی ژیمناستیک هنری است که در پاریس, فرانسه از ۱۵ تا ۱۶ نوامبر ۱۹۱۳ میلادی برگزار شده است.

## جدول مدال‌ها
| رتبه | کشور       | طلا | نقره | برنز | مجموع |
| ۱    | ایتالیا    | ۵   | ۱    | ۲    | ۸     |
| ۲    | فرانسه     | ۴   | ۳    | ۰    | ۷     |
| ۳    | چکسلواکی   | ۲   | ۱    | ۲    | ۵     |
| ۴    | بلژیک      | ۰   | ۰    | ۱    | ۱     |
| ۴    | لوکزامبورگ | ۰   | ۰    | ۱    | ۱     |